# Weberův aparát
Weberův aparát je kostěný orgán ryb z nadřádu Ostariophysi spojující vnitřní ucho a plynový měchýř. Zajišťuje přenos zvuku plynovým měchýřem, který slouží jako rezonátor, do vnitřního ucha. Weberův aparát se vyvinul modifikací částí předních obratlů. Pojmenován je po německém lékaři Ernstu Heinrichu Weberovi, který jej jako první popsal. Pokračuje směrem řitního otvoru.

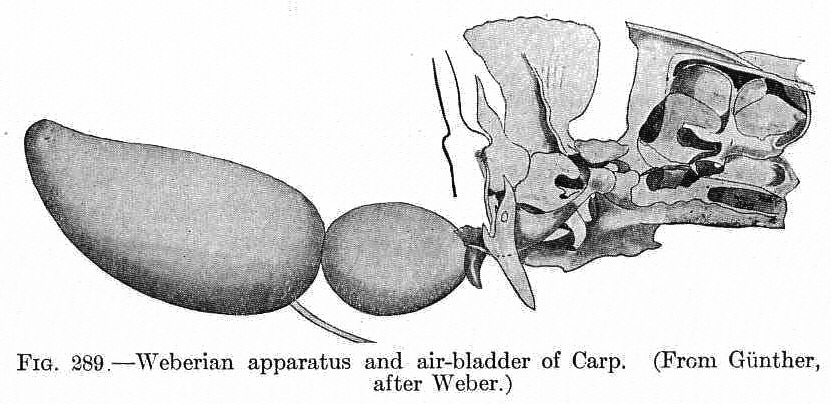
Webrův aparát a plynový měchýř u kapra